# Municipio de Tuzamapan de Galeana
El municipio de Tuzamapan de Galeana (del nahuatl: tuzan, pan ‘tuza, río’‘Río de las tuzas’) es uno de los 217 municipios que conforman al estado mexicano de Puebla. Fue elevado a categoría de municipio en 1895 y su cabecera es la ciudad de Tuzamapan de Galeana.

## Geografía
El municipio se encuentra a una altitud promedio de 540 m s. n. m. y abarca un área de 41.93 km². Colinda al norte con el estado de Veracruz, al oeste con los municipios de Huehuetla y Caxhuacán, al sur con Jonotla y al este con Cuetzalan del Progreso.

## Demografía
De acuerdo al último censo, realizado por el INEGI en 2010, en el municipio hay una población total de 5983 habitantes, lo que le da una densidad de población aproximada de 142 habitantes por kilómetro cuadrado.